# Платон (Березин)
Павло Никитич Березин (у чернецтві Платон) (*1788 — †23 (4) серпня 1828) — церковний діяч, ректор Київської духовної академії, архімандрит Дмитровського Борисоглібського монастиря.

## Життєпис
Народився у 1788 році у с. Павловське Владимирської губернії у родині сільського священика.
У 1805 р. вступив до Владимирської духовної семінарії. По її закінченню, навчався у Московській духовній академії (1814—1818).
Навчання закінчив зі ступенем магістра і залишився викладачем у академії, також обіймав посаду інспектора.
З 1820 року був дійсним членом академічної Конференції та членом духовно-цензурного комітету. 1822 року стає екстраординарним професором. Викладав герменевтику і тлумачення Святого Письма.
20 грудня 1818 року прийняв чернечий постриг. 25 вересня 1821 року призначений ігуменом Миколаївського Угрешського монастиря, проте вже 1822 р. переведений «з поваги до особистих здібностей» у архімандрити Дмитровського Борисоглібського монастиря.
1826 року очолив Віфанську академію.
У червні 1828 року був призначений ректором Київської духовної академії. Однак у зв'язку із хворобою він не міг брати реальну участь у керівництві академією. Пробувши у Києві не більше місяця, помер 23 липня 1828 року.